# Crkva u nevolji
Crkva u nevolji (izvorno njemački: Kirche in Not; tal. Aiuto alla Chiesa che Soffre), međunarodna dobrotvorna crkvena organizacija papinskog prava. Prijašnje ime organizacije bilo je Kirche in Not/Ostpriesterhilfe, a međunarodno ime Aid to the Church in Need, ACN. Sjedište je u Njemačkoj, u Königsteinu u Taunusu, Hessen. 
Međunarodnu podupirateljsku zakladu “Kirche in Not/Ostpriesterhilfe” (Crkva u nevolji/pomoć svećenicima s Istoka) osnovao je Nizozemac o. Werenfried van Straaten, redovnik premonstrat poznat kao “Špek-pater”. Organizaciju za pomoć osnovao je 1947. u premonstratenškoj opatiji Tongerlou u Belgiji. U njemačkom poraću Drugoga svjetskog rata, tzv. Stunde Nulla, kad je Zapadna Njemačka bila preplavljena njemačkim izbjeglicama, van Straaten se u svome starom peugeotu dao na put po Flandriji, pribavljajući neprekidno špek za izbjeglice, po čemu je dobio nadimak. U isto vrijeme pokrenuo je i zakladu “Ostpriesterhilfe”, koja se isprve skrbila za "svećenike s ruksacima", kako ih je nazivao van Straaten, koji su nosili pomoć brojnim katolicima prognanima iz Šlezije, Češke, Moravske i drugih nekadašnjih njemačkih pokrajina. Godine 1952. pokrenuo je izravnu pomoć progonjenim svećenicima pod komunističkom vlašću na Istoku. Zaklada je djelovanje proširila krajem pedesetih godina 20. stoljeća na Aziju, Afriku i Latinsku Ameriku. Godine 1964. je papa Pavao VI. njegovo djelo uzdigao na rang “Papinskih djela”, a o. Werenfried postavljen je za generalnog voditelja. Tu je službu obavljao do 1981. godine, a nakon toga je još niz godina ostao duhovnim asistentom zaklade. Danas zaklada u 14 zemalja i ima oko 700 tisuća prijatelja i podupiratelja. Pomaže u 117 zemalja gdje su kršćani progonjeni ili trpe, a od 1993. godine “Kirche in Not/Ostpriesterhilfe” pomaže i Rusku pravoslavnu crkvu. Od svoga početka ta je zaklada prikupila i razdijelila više od tri milijarde dolara.
Papa Benedikt XVI. uzdigao ju je 7. prosinca 2011. s razine organizacije za pomoć papinskog prava na razinu zaklade papinskog prava.

## Vanjske poveznice
- Službene stranice
- Službene stranice